# Magnus de Suède
Titre
Duc d'Östergötland et de Dalsland
23 septembre 1560 – 11 septembre 1574
(13 ans, 11 mois et 19 jours)
 Magnus Vasa (en suédois : Magnus Gustavsson Vasa), né à Stockholm (Suède) le 25 juillet 1542 et décédé le 26 juin 1595 à Linköping (Suède) est un prince de Suède qui porte le titre de duc d'Östergötland.

## Biographie
Magnus est le second fils du roi Gustave Ier Vasa et de sa seconde épouse la reine Marguerite Lejonhufvud. Il reçoit comme apanage une partie du Västergötland l'Östergötland et le Närke avec le titre de duc d'Östergötland.
Il n’exerce en réalité jamais aucun pouvoir car ce prince d'une grande sensibilité dès son enfance est frappé de « démence » en 1563. Sa maladie de nature douce le plonge dans une profonde « mélancolie » qui dure jusqu'à sa mort à l'âge de 52 ans dans son manoir de Kungsbro, près de Linköping. Il est inhumé dans l'église de l'abbaye Vadstena fondée par Brigitte de Suède.
Dès chants populaires et même un opéra au XIXe siècle le « Duc Magnus et la Dame du lac »  ont été composés sur le triste sort de ce prince.

## Postérité
Le prince Magnus Vasa ne contracte pas d'union légitime mais de ses relations sont nées:
1) avec Wulburge d'une noble famille allemande;
- Lucrèce morte le 24 mars 1624 épouse de Christophe Warnstedt de Halbroholm et Utaal, gouverneur d'Upsal.

2) avec Anne de Haubitz
- Hélène épouse de Valdemar Ykull seigneur de Diursnäs, Ogesta et Kiömunda. Maréchal de la cour de Charles IX de Suède

### Armes
Le prince est fait duc d'Östergötland, ses armoiries sont les suivantes :
Écartelé à la croix d'or, cantonnée en 1, d'azur à trois couronnes d'or posées 2 et 1 qui est de Suède moderne, en 2 d'azur, à trois barres ondées d'argent, au lion couronné d'or, brochant sur le tout (qui est de Suède ancien), en 3 de gueules, au dragon d'or (Östergötland), en 4 d'argent au taureau de gueules, accorné et onglé d'or (Dalsland) sur le tout tiercé en bande d'azur, d'argent et de gueules à la gerbe d'or brochant ( Vasa).

## Source
- (en) Cet article est partiellement ou en totalité issu de l’article de Wikipédia en anglais intitulé « Magnus, Duke of Östergötland » (voir la liste des auteurs), édition du 9 janvier 2011.
- Christophe-Guillaume de Koch (œuvre posthume) Tables Généalogiques des Maisons Souveraines du Nord et de l'Est de l'Europe Gide & Fils Paris 1815.